# Myscelia madeira
Myscelia madeira är en fjärilsart som beskrevs av Johannes Karl Max Röber 1913. Myscelia madeira ingår i släktet Myscelia och familjen praktfjärilar. Inga underarter finns listade i Catalogue of Life.